# Larisa Iordache
Pour les articles homonymes, voir Iordache.
Larisa Iordache, née le 19 juin 1996 à Bucarest, est une gymnaste roumaine.

## Carrière
En junior, elle est remarquée aux Championnats d'Europe de 2010 à Birmingham, où elle remporte quatre médailles dont le titre au sol. Lors de ses premiers Championnats d'Europe senior, en 2012 à Bruxelles, elle s'adjuge le titre au sol et par équipes, à quoi elle ajoute une médaille d'argent à la poutre.
Aux Jeux olympiques de 2012 à Londres, Larisa Iordache remporte la médaille de bronze du concours par équipes féminin aux côtés de Diana Bulimar, Diana Chelaru, Sandra Izbașa et Cătălina Ponor.
Participant à la prestigieuse American Cup en 2012, elle s'y classe troisième derrière les Américaines Jordyn Wieber et Aly Raisman.
Aux Championnats d'Europe de 2013 à Moscou, elle remporte quatre médailles individuelles (sur cinq possibles) dont le titre à la poutre. 
Lors des Championnats du monde de 2013 à Anvers, elle remporte sa première médaille dans cette compétition avec le bronze au sol. L'année suivante, lors des Championnats du monde à Nanning, elle est double vice-championne du monde, au concours général et au sol, devancée dans les deux cas par l'Américaine Simone Biles. Elle remporte une quatrième médaille mondiale lors des Championnats de 2015 à Glasgow avec une médaille de bronze au concours général.
Entre-temps, elle continue d'alimenter son palmarès européen avec quatre médailles dont les titres au sol et par équipes à Sofia en 2014, puis une médaille de bronze à Cluj-Napoca en 2017. Elle est par ailleurs titrée au concours général lors des Universiade d'été de 2017 à Taïpei.
En 2020, lors des Championnats d'Europe à Mersin, elle ajoute 4 médailles européennes pour porter son palmarès à 16, devenant alors la gymnaste roumaine la plus médaillée aux Championnats européens, en devançant Cătălina Ponor qui a remporté 13. Ponor continue toutefois de la devancer en termes de titres (8 médailles d'or contre 7 pour Iordache).
À Tokyo, aux Jeux olympiques de 2020 (qui se déroulent en 2021 à cause de la pandémie de Covid-19), elle se classe 4e à la poutre.

## Palmarès

### Jeux olympiques
- Londres 2012
  -  médaille de bronze au concours par équipes
  - 9e au concours général individuel
  - 6e à la poutre
- Tokyo 2020
  - 4e à la poutre[2]

### Championnats du Monde
- Anvers 2013
  -  médaille de bronze au sol
  - 4e au concours général individuel
  - 7e à la poutre

- Nanning 2014
  -  médaille d'argent au concours général individuel
  -  médaille d'argent au sol
  - 5e à la poutre

- Glasgow 2015
  -  médaille de bronze au concours général individuel

### Championnats d'Europe
- Birmingham 2010 (junior)
  -  médaille d'or au sol
  -  médaille d'argent à la poutre
  -  médaille d'argent par équipes
  -  médaille de bronze au concours général individuel
  - 4e au saut de cheval

- Bruxelles 2012
  -  médaille d'or par équipes
  -  médaille d'or au sol
  -  médaille d'argent à la poutre

- Moscou 2013
  -  médaille d'or à la poutre
  -  médaille d'argent au concours général individuel
  -  médaille d'argent au saut de cheval
  -  médaille d'argent au sol

- Sofia 2014
  -  médaille d'or par équipes
  -  médaille d'or au sol
  -  médaille d'argent à la poutre
  -  médaille de bronze au saut de cheval
  - 6e aux barres asymétriques

- Cluj-Napoca 2017
  -  médaille de bronze à la poutre

- Mersin 2020
  -  médaille d'or à la poutre
  -  médaille d'or au sol
  -  médaille d'argent par équipes
  -  médaille d'argent au saut de cheval

### Universiade
- Taïpei 2017
  -  médaille d'or au concours général individuel

### Autres
- American Cup 2012 :
  -  3e au concours général